# 1908 a vasúti közlekedésben
Ez a szócikk a 1908-ban történt vasúti eseményeket mutatja be.

## Események Magyarországon
- Augusztus 1.- Átadták a forgalomnak az akkor 49,3 km hosszú Mátészalka–Csenger–Szatmárnémeti-vasútvonalat.
- Szeptember 12. - Megnyílt a 70 km hosszú Eger–Putnok-vasútvonal[1]
- Október 1. - Megindul Szegeden a villamosközlekedés.[1]